# Wilhelm Schäfer
Wilhelm Schäfer (ur. 20 października 1911 w Obhausen, zm. 16 czerwca 1961 w Lipsku) – zbrodniarz nazistowski, SS-Hauptscharführer oraz członek załogi niemieckich obozów koncentracyjnych Lichtenburg i Buchenwald.
Służbę w obozach koncentracyjnych rozpoczął w 1935 w Lichtenburgu, skąd w 1937 przeniesiono go do Buchenwaldu. Pełnił między innymi funkcję zastępcy kierownika obozowej pralni. Schäfer znęcał się w tym okresie nad więźniami, nieraz ze skutkiem śmiertelnym. Uczestniczył również w masowych egzekucjach więźniów oraz, w Buchenwaldzie, w eksterminacji ponad siedmiuset jeńców radzieckich. W 1943 Schäfer zakończył służbę obozową i skierowany został do Estonii, gdzie brał udział w walkach frontowych w ramach 20 Dywizji Grenadierów SS. Tu z kolei partycypował w egzekucjach i torturowaniu schwytanych partyzantów radzieckich. 
20 maja 1961 Wilhelm Schäfer skazany został za swoje zbrodnie na karę śmierci przez Sąd Najwyższy Niemieckiej Republiki Demokratycznej. 16 czerwca 1961 został stracony w więzieniu w Lipsku.